# Howard Sutherland
Howard Sutherland, född 8 september 1865 i St. Louis County, Missouri, död 12 mars 1950 i Washington, D.C., var en amerikansk republikansk politiker. Han representerade delstaten West Virginia i båda kamrarna av USA:s kongress, först i representanthuset 1913-1917 och sedan i senaten 1917-1923.
Sutherland utexaminerades 1889 från Westminster College i Fulton, Missouri. Flera årtionden senare blev högskolan känd då Winston Churchill höll sitt berömda tal om järnridån där.
Sutherland arbetade som tidningsredaktör i Fulton fram till 1890 och flyttade sedan till Washington, D.C. för att studera juridik och arbeta för myndigheten som har hand om folkräkningen. Han flyttade redan 1893 till Elkins, West Virginia och blev verksam inom näringslivet.
Sutherland blev 1912 invald i representanthuset. Han omvaldes två år senare och bestämde sig sedan för att kandidera till senaten. Han vann 1916 knappt mot sittande senatorn William E. Chilton som försökte ifrågasätta valresultatet men Sutherland fastställdes till sist som valets vinnare.
Sutherland kandiderade 1922 till omval som senator men förlorade mot demokraten Matthew M. Neely.
Sutherlands grav finns på Maplewood Cemetery i Elkins. Sonen Richard K. Sutherland tjänstgjorde som generallöjtnant i andra världskriget.